# Lützen
Lützen város Németországban, azon belül Szász-Anhalt tartományban. Lakosainak száma 8422 fő (2023. december 31.). Lützen Bad Dürrenberg, Teuchern és Markranstädt községekkel határos.

## Városrészek
| Városrész    | Fő    | Részei                                                                 |
| ------------ | ----- | ---------------------------------------------------------------------- |
| Dehlitz      | 544   | Dehlitz, Lösau és Oeglitzsch                                           |
| Großgörschen | 819   | Großgörschen, Kleingörschen, Rahna és Kaja                             |
| Lützen       | 3.705 |                                                                        |
| Muschwitz    | 1.089 | Göthewitz, Muschwitz, Kreischau, Pobles, Söhesten, Tornau és Wuschlaub |
| Meuchen      | 260   | Meuchen                                                                |
| Poserna      | 384   | Poserna                                                                |
| Rippach      | 661   | Großgöhren, Kleingöhren, Pörsten és Rippach                            |
| Röcken       | 661   | Röcken, Bothfeld, Michlitz és Schweßwitz                               |
| Sössen       | 226   | Gostau, Sössen és Stößwitz                                             |
| Starsiedel   | 677   | Kölzen és Starsiedel                                                   |
| Zorbau       | 810   | Gerstewitz, Nellschütz, Zorbau és Zörbitz.                             |

## Népesség
A település népességének változása:
| Lakosok száma | 8625 | 8557 | 8546 | 8443 | 8439 | 8422 |
|               | 2015 | 2017 | 2019 | 2021 | 2022 | 2023 |

## Galéria

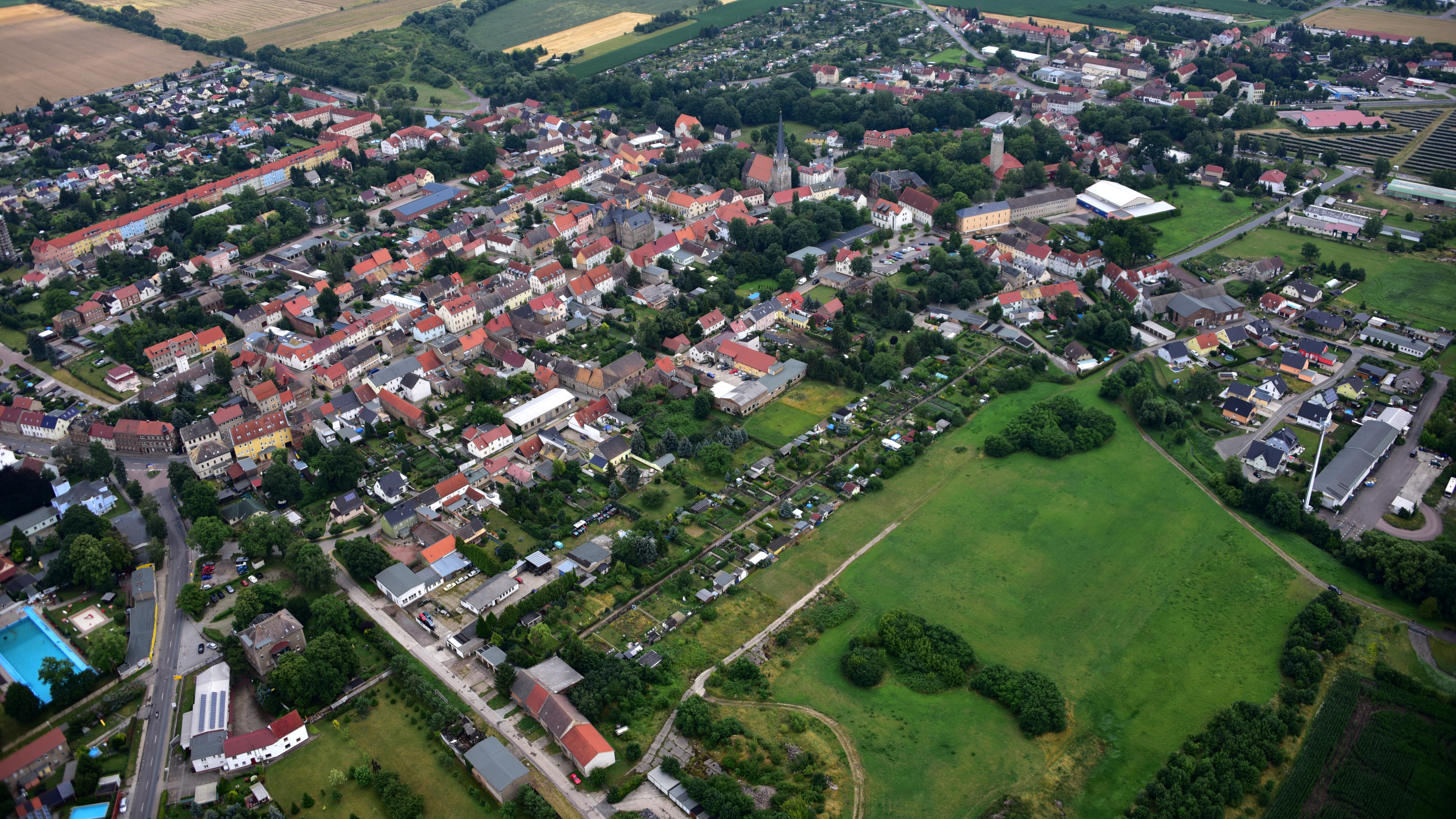
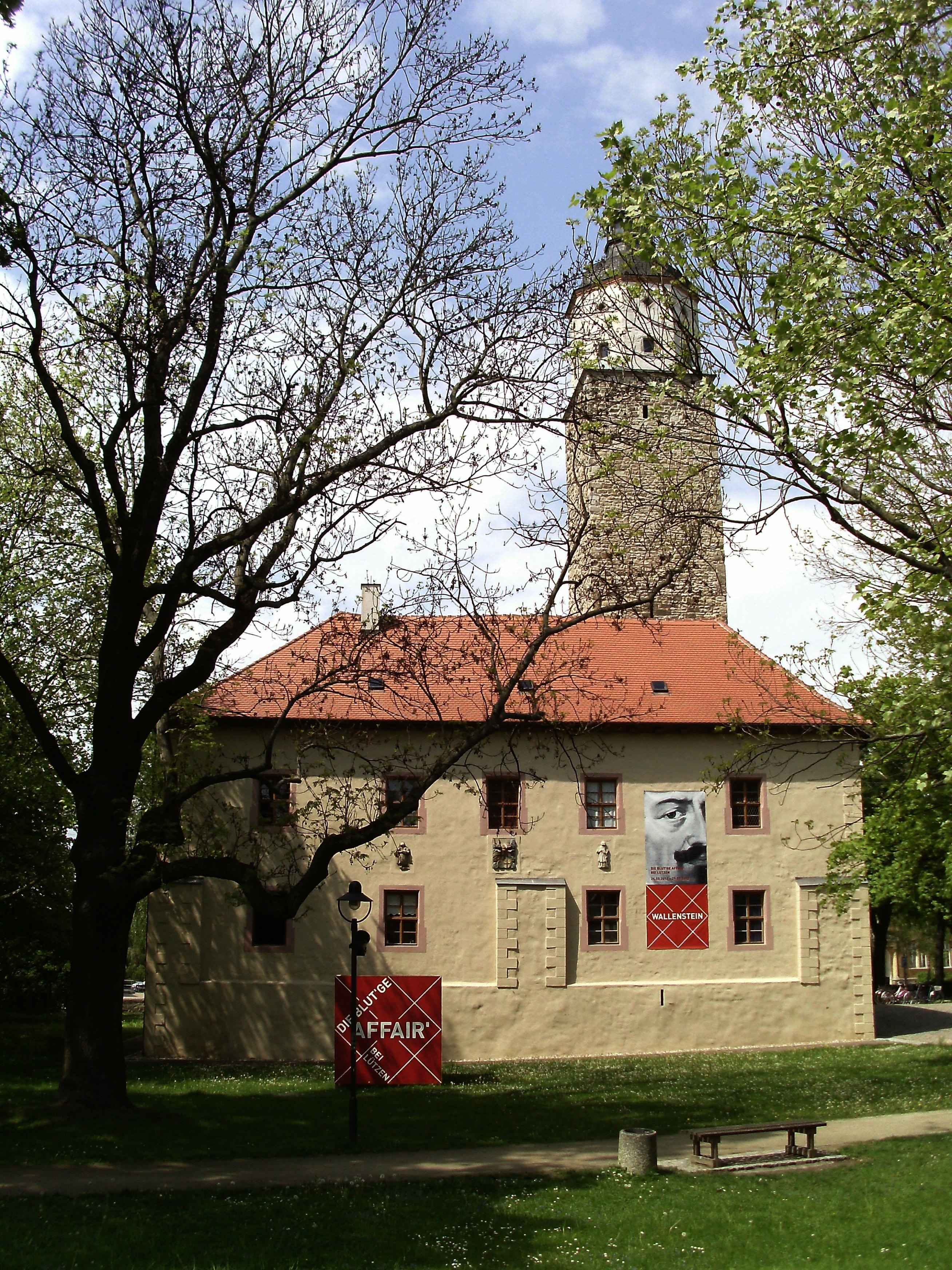
A kastély
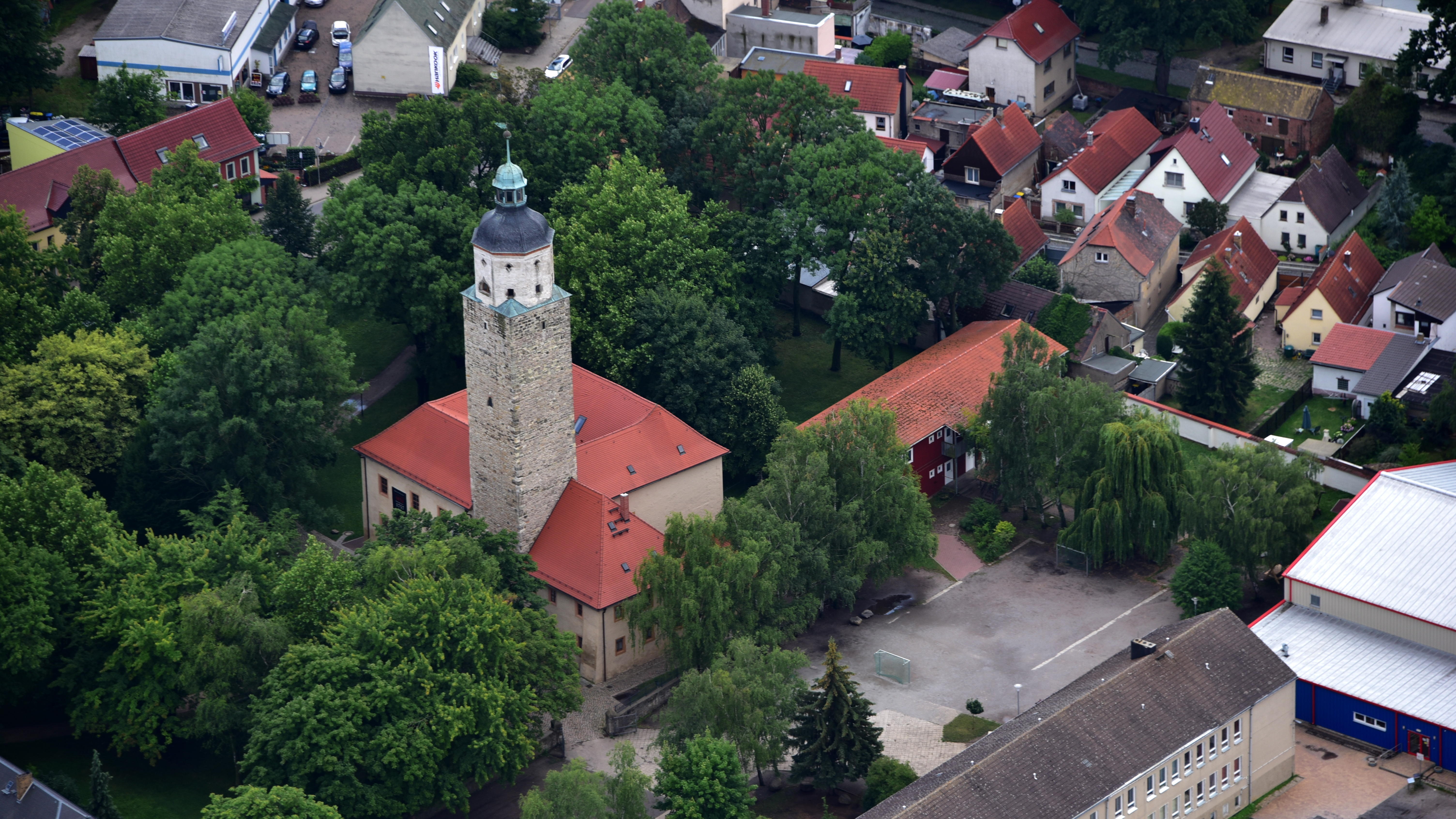
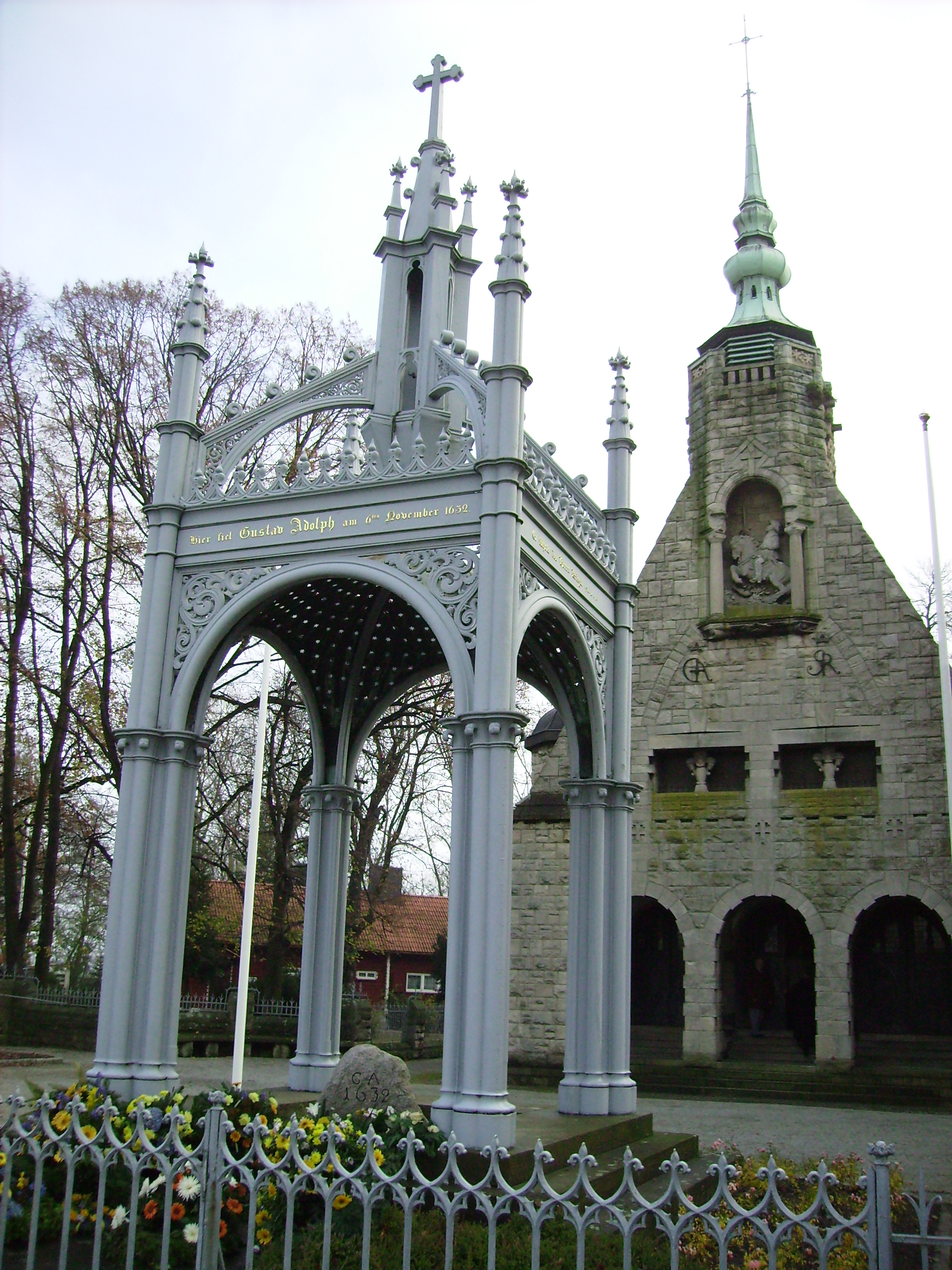
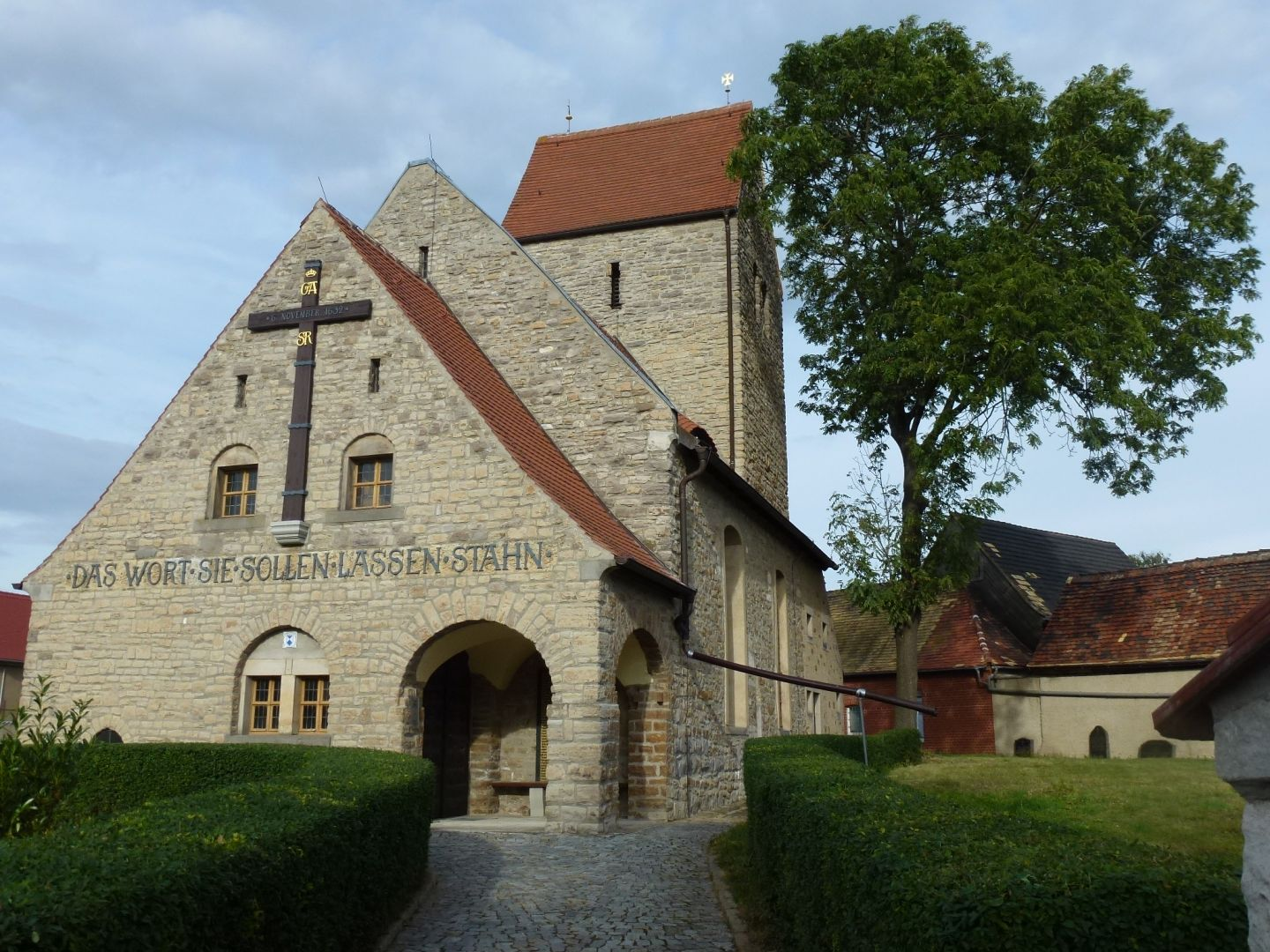
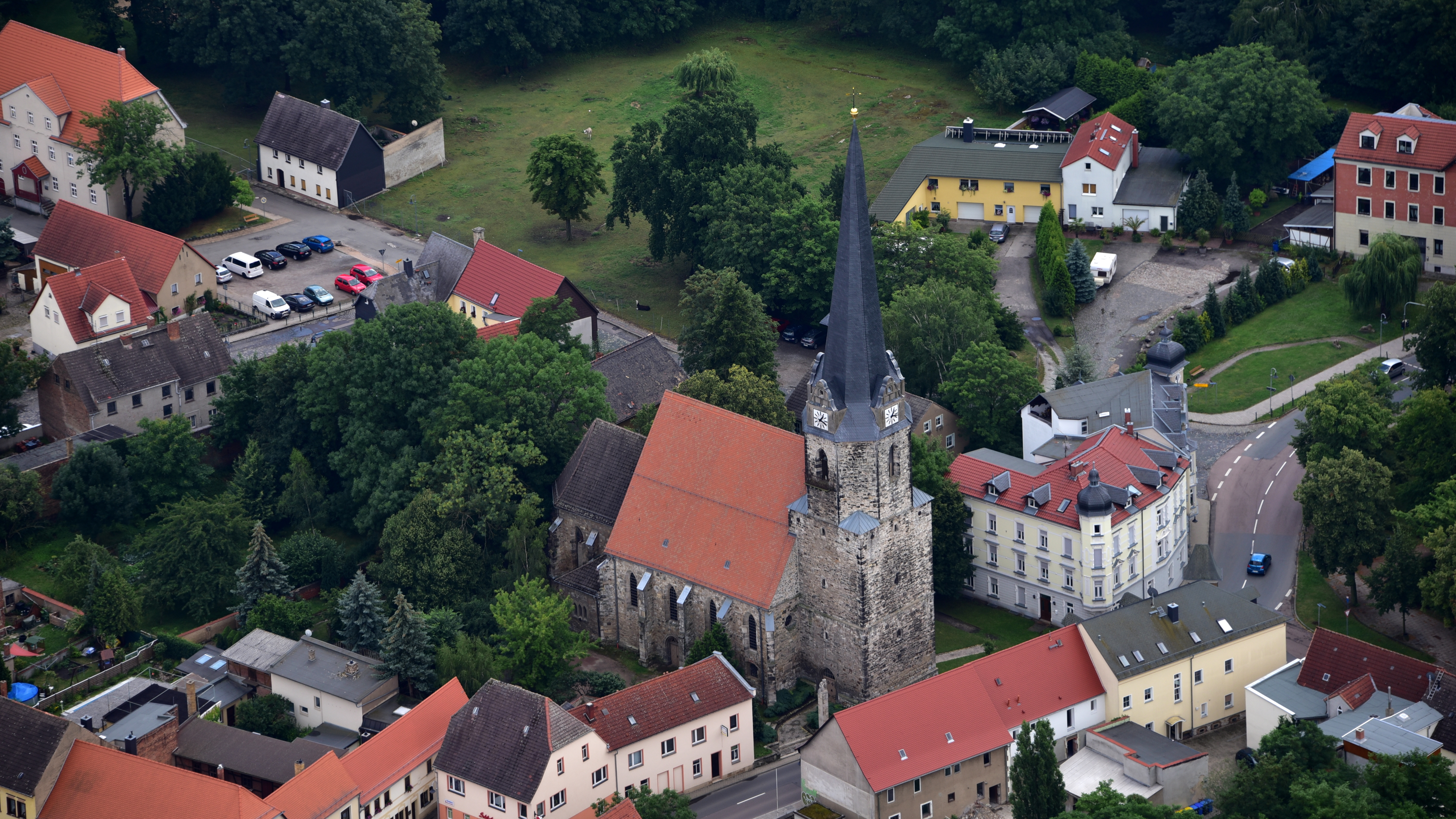
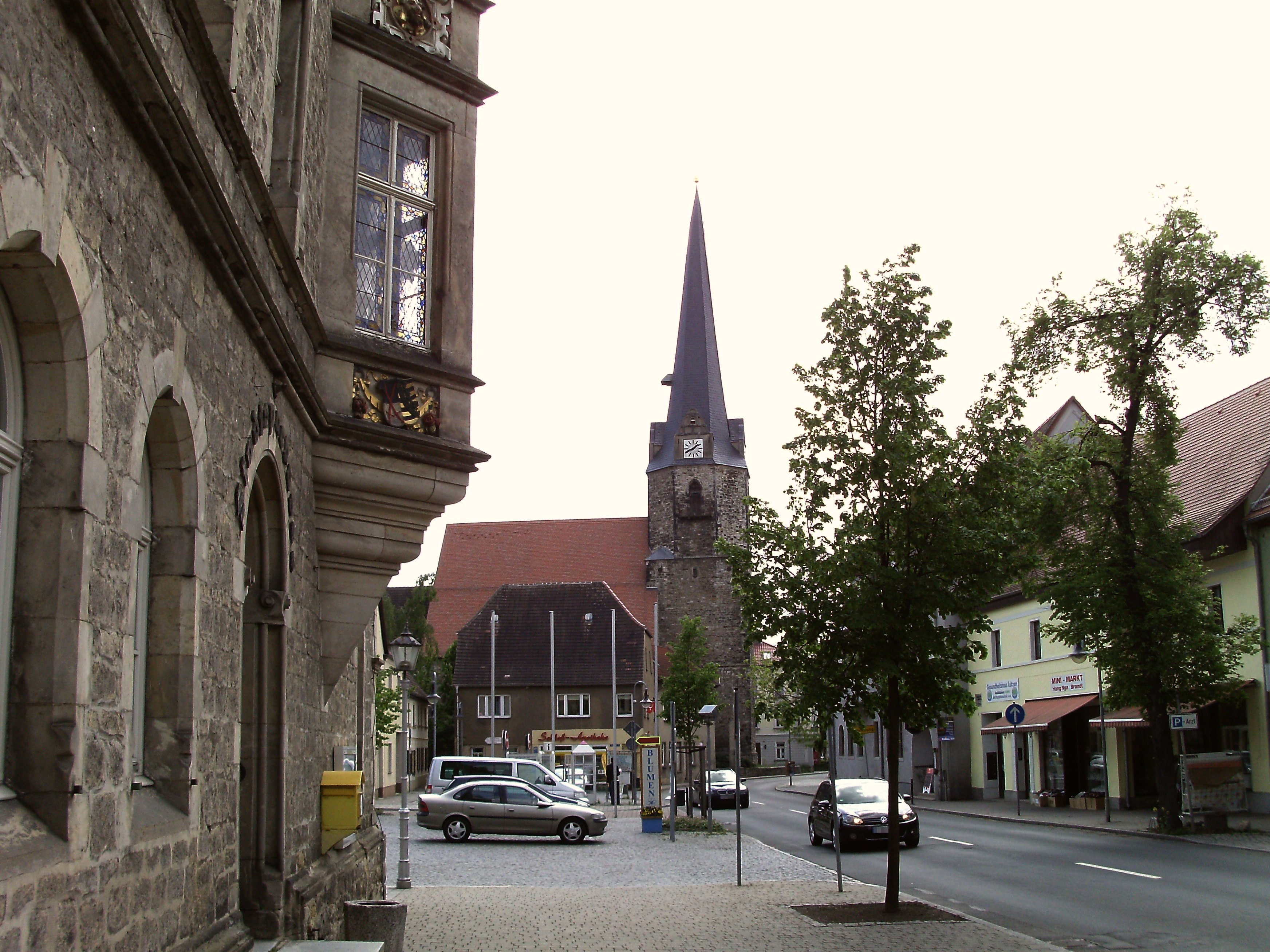